# Gert Tabak
Geert Anthony (Gert) Tabak (Meppel, 20 november 1956) is een Nederlands beeldend kunstenaar met de focus op fotografie,  daarnaast werkt hij als auteur en stemacteur.

## Levensloop
Naast zijn werk als leerkracht basisonderwijs, speelde het theater een belangrijke rol. Hij gaf niet alleen vorm aan uiteenlopende rollen in een dertigtal amateurtoneelproducties, maar hij ontwierp ook kostuums en decors, schminkte en schreef als co-auteur twee musicals voor kinderen: 'Knetter van Zeven' en 'Papegaaien spoken niet', uitgeverij VINK. Zijn studie tuinarchitectuur bracht hem in contact met kunstschilder/tuinontwerper Ton ter Linden. Sinds 1992 zijn zij, zowel privé als zakelijk, partners. Tabak werkte daarna in Tuinen van Ton ter Linden, en samen ontwierpen zij tuinen voor particulieren.
In 2000 verhuisden de heren naar Mechelen, en een jaar later naar Noorbeek in Limburg, waar in 2005 een galerie werd geopend: Atelier Ton ter Linden. 
In 2008 werd een nieuwe uitdaging gezocht en werd een landhuis met grote tuin aan in De Veenhoop (Frl) gevonden. Hier werd ook de galerie voortgezet en werd de tuin tot september 2014 voor het publiek opengesteld. In zijn functie als manager runde Tabak het geheel en ontving groepen uit binnen- en buitenland. In 2016 vertrekken beide heren naar het dorp Sleen, waar een separaat atelier is, en een kleinere levensloopbestendige tuin die niet meer open gesteld wordt voor het publiek. 

## Fotografie
Onder invloed van Ter Linden begon Tabak in 1993 met het fotograferen van diens bekende tuinen. Zijn inspiratie waren de foto’s van Nederlands eerste tuinfotografe Marijke Heuff. Later zou zij Tabak als haar opvolger benoemen. Het fotograferen resulteerde in diverse reportages voor tijdschriften en het maken van boeken, vaak in samenwerking met schrijfster Hanne Cannegieter. Hij werkt als zelfstandig fotograaf, onder de naam 'Gert Tabak - visual art' voor magazines in binnen- en buitenland, waaronder Eden Magazine, en het illustreren van boeken. Van zijn opnamen worden ook wenskaarten, posters en puzzels uitgebracht. Hij ontving twee prijzen voor zijn reisfotografie, nl. ‘Beste Nederlandse deelnemer’  aan de '1st Holland International Slide Circuit', en 'Beste dia reisfotografie'. Hoewel de fotografie de hoofdzaak blijft, maakt hij bronzen beelden, en schrijft de biografie over zijn partner Ton ter Linden.